# Kraina przygód
Kraina przygód (ang. Adventureland) – amerykański komediodramat z 2009 roku oparty na scenariuszu i reżyserii Grega Mottoli. Wyprodukowany przez Miramax Films.

## Opis fabuły
Absolwent college'u James Brennan (Jesse Eisenberg) marzy o spędzeniu wakacji w Europie. Rodzice nie są w stanie sfinansować mu podróży ani pokryć kosztów związanych z jego studiami. Chłopak sam musi zadbać o swoją przyszłość i szybko znaleźć pracę. James zatrudnia się w lokalnym parku rozrywki. Poznana tam piękna Emily (Kristen Stewart), sprawia że koszmarna praca zamienia się dla niego w najcudowniejsze wakacje.

## Obsada
- Jesse Eisenberg jako James Brennan
- Kristen Stewart jako Emily "Em" Lewin
- Ryan Reynolds jako Mike Connell
- Martin Starr jako Joel
- Matt Bush jako Tommy Frigo
- Margarita Levieva jako Lisa P.
- Bill Hader jako Bobby
- Kristen Wiig jako Paulette
- Mary Birdsong jako Francy
- Josh Pais jako pan Lewin
- Jack Gilpin jako pan Brennan
- Wendie Malick jako pani Brennan